# 爱德华·乌维拉
爱德华·乌维拉（捷克語：Eduard Uvíra，1961年7月12日—），捷克男子冰球运动员。他曾代表捷克斯洛伐克国家队参加1984年和1988年冬季奥林匹克运动会冰球比赛，获得一枚银牌。